# Piltown
Piltown (auch: Ballyfoyle, irisch Baíle an Phoill, deutsch: „Heimstatt am Strudel“) ist ein Ort im Süden des County Kilkenny, Irland. Bei der Volkszählung 2022 zählte Piltown 1275 Einwohner.

## Lage
Piltown liegt 37 Kilometer südsüdwestlich von Kilkenny und etwa 21 Kilometer nordwestlich von Waterford an der N24 am Pill River, einem kleinen Zufluss des Suir. Durch den Ort führt die Regionalstraße R698.

## Geschichte
Im Sommer 1462 kam es hier zur einzigen auf der irischen Insel stattfindenden Auseinandersetzung in den Rosenkriegen. In der Schlacht von Piltdown trafen die Truppen unter der Führung von Thomas FitzGerald, 7. Earl of Desmond, für das Haus York auf die Truppen unter der Führung von John Butler, 6. Earl of Ormonde, für das Haus Lancaster. Die Schlacht war auch für die Stellvertreterfehde zwischen den Dynastien der Butlers und der FitzGeralds. Das Haus Lancaster erlitt hier eine empfindliche Niederlage. 
Ab dem frühen 17. Jahrhundert war die Familie Posonby Landbesitzer der Gegend und trugen den Titel des Earl of Bessborough. 1740 wurde Bessborough House nahe Piltown errichtet (1923 abgebrannt, 1929 wieder errichtet). Bessborough House wurde 1941 an die Oblaten der Unbefleckten Jungfrau Maria übergeben, die es 1971 an das Landwirtschaftsministerium verkauften. Dort wurde 1980 das Kildalton Agricultural College (Teagasc) eingerichtet.

## Sehenswürdigkeiten
- Das Portal Tomb von Owning liegt knapp vier Kilometer nordnordwestlich von Piltown und das Portal Tomb von Ballyhenebery liegt etwa drei Kilometer nordnordwestlich von Piltown.
- Sham Castle, Ende des 18. und zu Beginn des 19. Jahrhunderts errichteter Turm, der nicht vollendet wurde und heute als Wasserturm genutzt wird.
- neoromanische Himmelfahrtskirche aus der Zeit um 1890
- St. Paul’s Church der anglikanischen Kirche von Irland
- Die auf allen Seiten verzierte Säule von Tybroughney war möglicherweise Schaft eines Hochkreuzes. Sie ist aus Sandstein und steht westlich von Piltown.

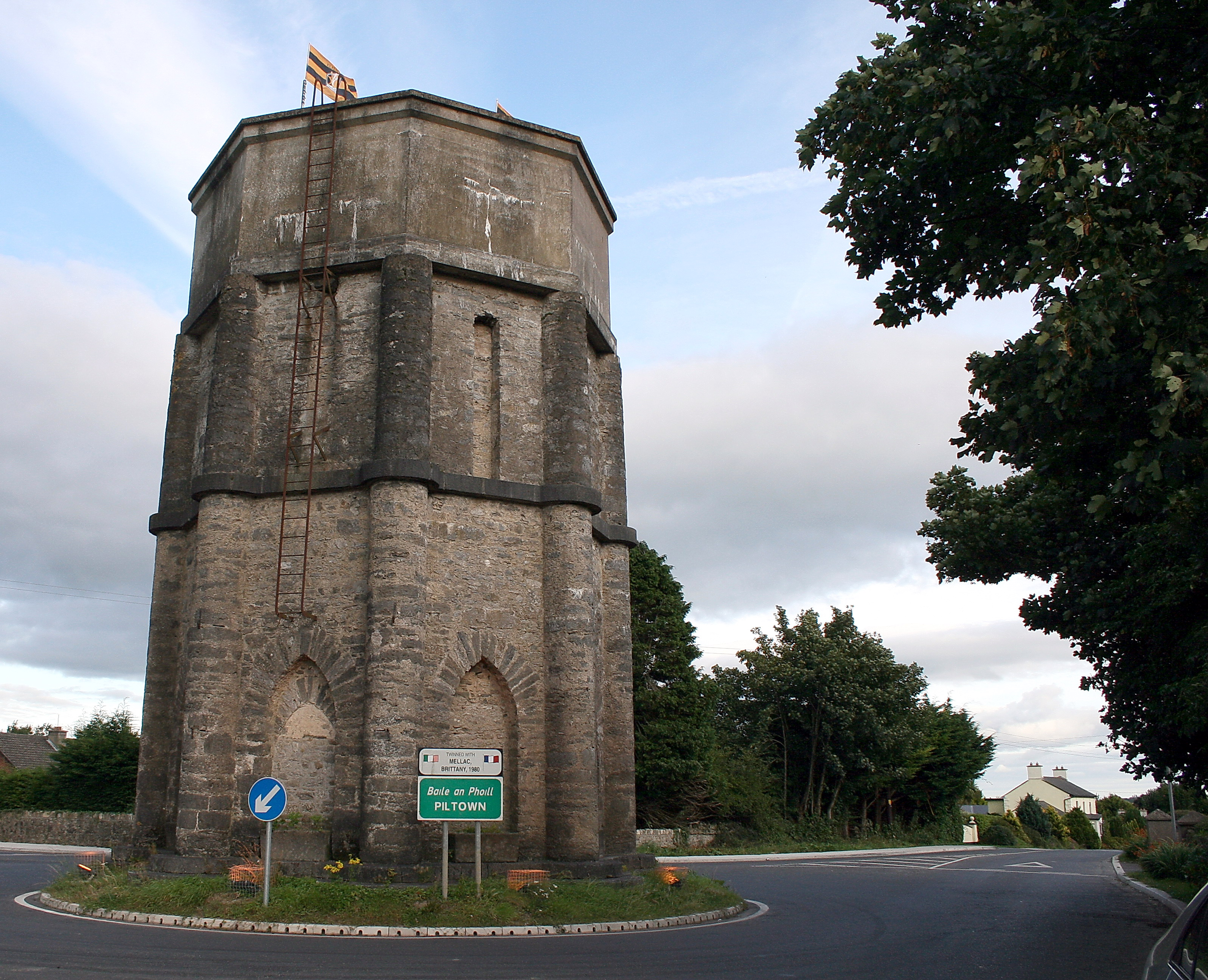
Sham Castle
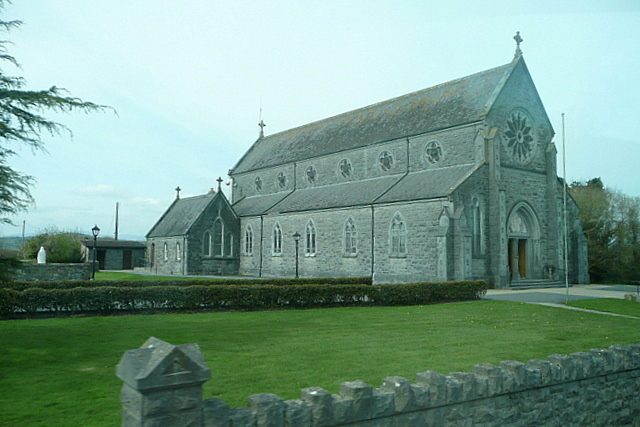
Himmelfahrtskirche
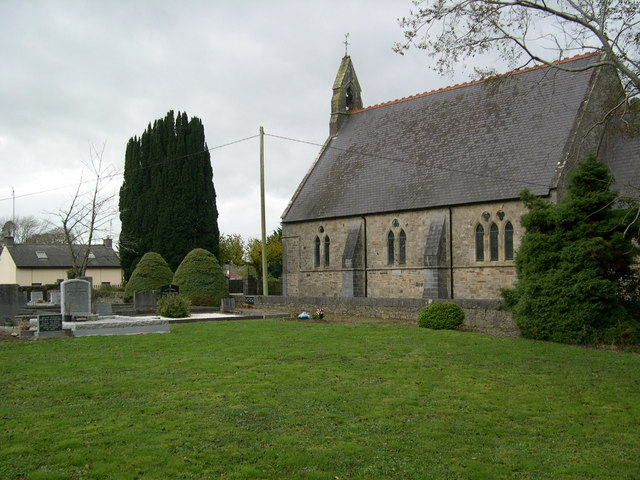
St. Paul’s Church
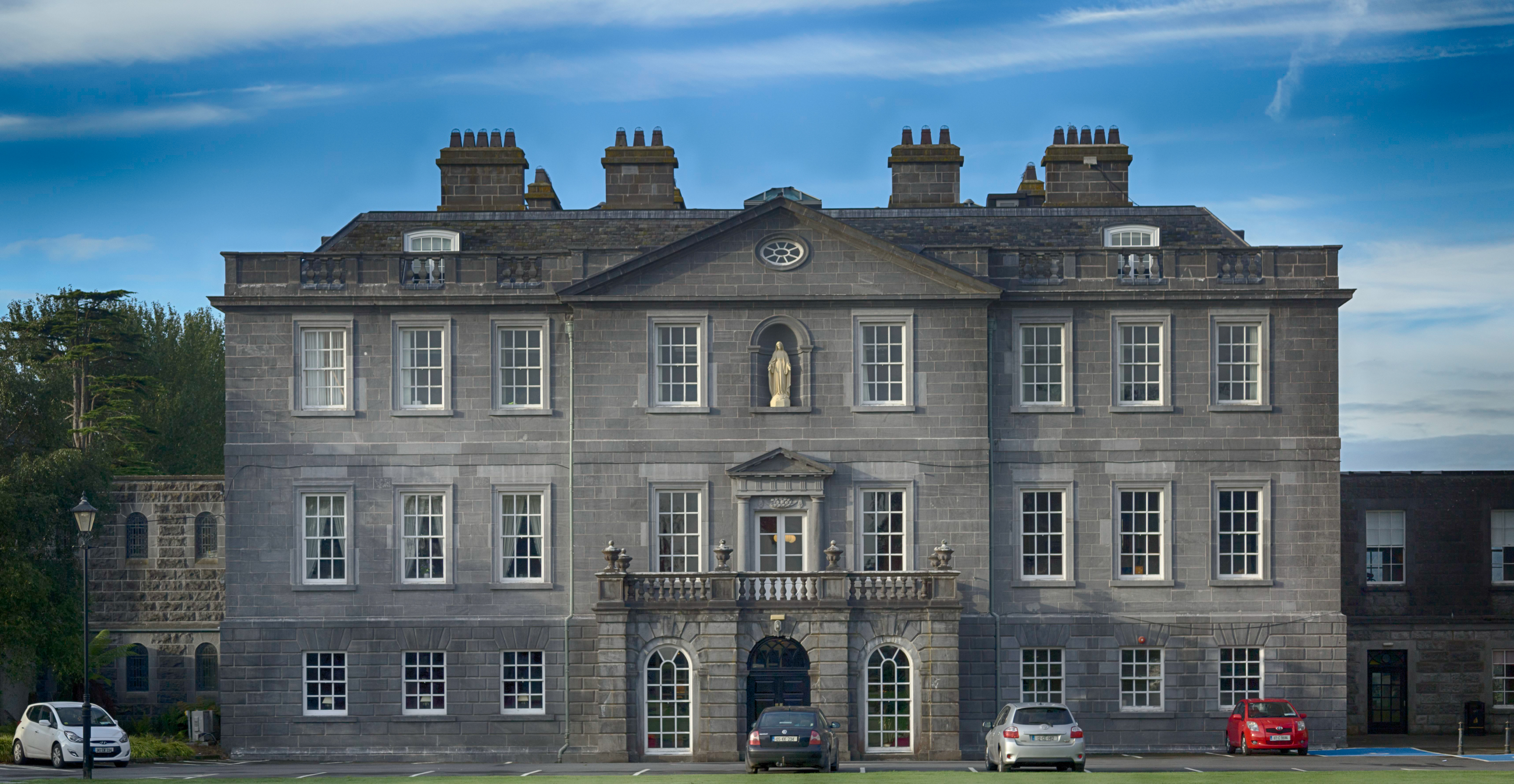
Kildalton Agricultural College

## Persönlichkeiten
- John Joseph Carroll (1865–1949), Bischof von Lismore
- Patrick Crotty (1902–1970), Parlamentarischer Staatssekretär im Industrieministerium
- Martin Drennan (1944–2022), Bischof von Galway und Kilmacduagh (2005–2016)

## Gemeindepartnerschaft
Mit der französischen Gemeinde Mellac im bretonischen Département Finistère besteht eine Partnerschaft.